# Lliga de Catalunya
La Lliga de Catalunya fue una organización catalanista fundada en 1887 —durante la Regencia de María Cristina de Habsburgo-Lorena— producto de la escisión de la corriente del Centre Català enfrentada a Valentí Almirall. En 1891 se transformó en la Unió Catalanista cuya primera asamblea celebrada en marzo de 1892 aprobó las Bases de Manresa consideradas como el «acta de nacimiento del catalanismo político». A la Lliga pertenecieron los que en el futuro serían los dirigentes más destacados del nacionalismo catalán, integrados en la Lliga Regionalista: Enric Prat de la Riba, Francesc Cambó y Josep Puig i Cadafalch.

## Historia
Tras el fracaso de la Primera República Española, un sector del republicanismo federal encabezado por Valentí Almirall, dio un giro catalanista y rompió con el grueso del Partido Federal, que dirigía Pi y Margall. En 1882 Almirall fundó el Centre Català, la primera entidad catalanista claramente reivindicativa, aunque no se planteó como partido político sino como una organización de difusión del catalanismo y de presión sobre el gobierno. En 1885 se presentó al rey Alfonso XII un Memorial de agravios, en el que se denunciaban los tratados comerciales que se iban a firmar y las propuestas unificadoras del Código Civil; en 1886 se organizó una campaña contra el convenio comercial que se iba a firmar con Gran Bretaña —y que culminó en el mitin del teatro Novedades de Barcelona que reunió a más de cuatro mil asistentes—; y en 1888 otra en defensa del derecho civil catalán, campaña que alcanzó su objetivo —«la primera victoria del catalanismo», la llamó un cronista—.
En 1886, Almirall publicó su obra fundamental Lo catalanisme, que constituyó la primera formulación coherente y amplia del «regionalismo» catalán y tuvo un notable impacto —décadas después Almirall sería considerado como el fundador del catalanismo político—.
Precisamente durante esos años ochenta fue cuando comenzó la difusión de los símbolos del catalanismo, la mayoría de los cuales no tuvieron que ser inventados, sino que ya existían previamente a su nacionalización: la bandera —les quatre barres de sang, 1880—, el himno —Els Segadors, 1882—, el día de la patria —l'11 de setembre, 1886—, la danza nacional —la sardana, 1892—, los dos patronos de Cataluña —Sant Jordi, 1885, y la Virgen de Montserrat, 1881—.
En 1887 el Centre Català vivió una crisis producto de la ruptura entre las dos corrientes que lo integraban, una más izquierdista y federalista encabezada por Almirall, y otra más catalanista y conservadora aglutinada en torno al diario La Renaixença, fundado en 1881. Los integrantes de esta segunda corriente abandonaron el Centre Catalá en noviembre para fundar la Lliga de Catalunya, a la que se unió el Centre Escolar Catalanista, una asociación de estudiantes universitarios de la que formaban parte los futuros dirigentes del nacionalismo catalán: Enric Prat de la Riba, Francesc Cambó y Josep Puig i Cadafalch. A partir de ese momento la hegemonía catalanista pasó del Centre Català a la Lliga que en el transcurso de los Jocs Florals de 1888 presentaron un segundo memorial de agravios a la reina regente en el que entre otras cosas le pedían «que vuelva a poseer la nación catalana sus Cortes generales libres e independientes», el servicio militar voluntario, «la lengua catalana oficial en Cataluña», enseñanza en catalán, tribunal supremo catalán y que el rey jurara «en Cataluña sus constituciones fundamentales».
En 1891 la Lliga propuso la formación de la Unió Catalanista que enseguida obtuvo el apoyo de entidades y periódicos catalanistas, y también de particulares —a diferencia de lo que había ocurrido cuatro años antes con el fracasado Gran Consell Regional Català propuesto por Bernat Torroja, presidente de la Associació Catalanista de Reus, y que pretendía reunir a los presidentes de las entidades catalanistas y los directores de los periódicos afines—. La Unió celebró en marzo de 1892 su primera asamblea en Manresa, donde se aprobaron las Bases per a la Constitució Regional Catalana, más conocidas como las Bases de Manresa, que se suelen considerar como el «acta de nacimiento del catalanismo político, cuando a lo sumo lo son del conservador».